# يوسف بن عمار
 يوسف بن عمار (1984 الجزائر) هو لاعب كرة قدم جزائري.

## روابط خارجية
- يوسف بن عمار على موقع قاعدة بيانات كرة القدم.إي يو (الإنجليزية)
- يوسف بن عمار على موقع Soccerway.com (الإنجليزية)